# 힐데 슈람
힐데 슈람(독일어: Hilde Schramm, 혼전성 슈페어(Speer), 1936년 4월 17일 ~ )은 동맹 90/녹색당 소속의 독일의 정치인이다. 독일의 건축가이자 나치당 고위 간부인 알베르트 슈페어의 딸이자 알베르트 슈페어 유니오어의 여동생으로 잘 알려져 있다.

## 생애

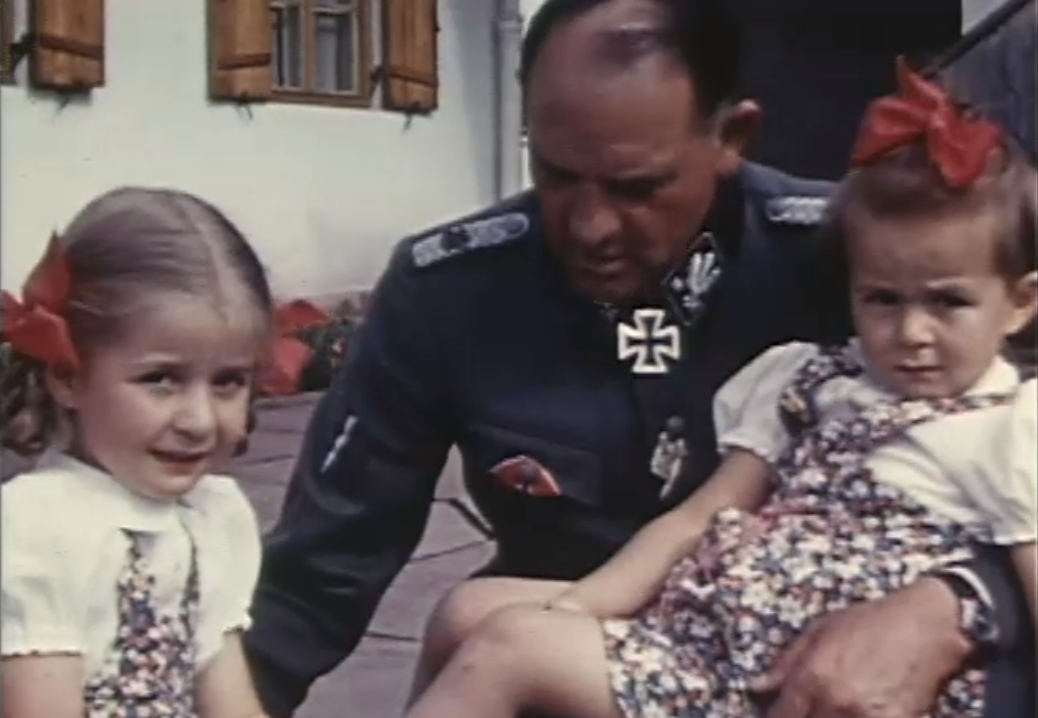
1940년 베르호프(히틀러의 시골집)에서 힐데 슈람(왼쪽). SS 장교 제프 디트리히가 여동생 마르그레트를 무릎에 앉히고 있다. 사진 에바 브라운.

10대로서 슈람은 미국에서 공부하는 데 미국 육군 장학금을 받았다. 미국 정부는 처음에 그녀의 비자 발급을 거부했지만, 몇몇 가족(일부는 유대인)의 환대 제안을 포함한 홍보에 직면하여 결정을 번복했다.
슈람은 반유대주의와 나치 만행의 희생자들을 도운 것으로 유명한 유럽의 저명한 정치인이 되었다. 1994년, 그녀는 그녀의 업적으로 베를린에서 모지스 멘델스존 상을 수상했다. 슈람은 정치에 적극적이며, 베를린 녹색당의 지도자였다. 1985년부터 1987년, 1989년부터 1991년까지 베를린 하원의원을 지냈으며, 1989년부터 1990년까지 부통령을 지냈다.
슈람은 아버지가 슈판다우 교도소에 있는 동안 오랫동안 편지를 주고받았으며, 1966년 10월 석방되었다.